# Columbia City, Indiana
Columbia City este o localitate, municipalitate și sediul comitatului Whitley, statul Indiana, Statele Unite ale Americii.